# Art Nouveau
Art Nouveau (Tân nghệ thuật) là một trường phái quốc tế, một phong cách nghệ thuật, kiến trúc, nghệ thuật ứng dụng (đặc biệt là nghệ thuật trang trí) phổ biến vào cuối thế kỷ XIX và đầu thế kỷ XX (1890–1905). Nghĩa của Art nouveau trong tiếng Pháp là nghệ thuật mới, nó còn được biết đến với cái tên Jugendstil, tức nghệ thuật trẻ trong tiếng Đức, hay một tên khác là Stile Liberty trong tiếng Anh tiếng Ý, theo tên cửa hàng Liberty & Co. tại Luân Đôn, một nơi khiến phòng trào nay trở nên nổi tiếng. Như một sự đối lập lại trường phái hàn lâm của thế kỷ 19, Art nouveau đặc biệt bởi tính kết cấu, đặc biệt bởi các họa tiết, cách điệu hóa, hay sử dụng các đường cong.
Thuật ngữ này dùng để mô tả một phong cách trang trí thịnh hành từ thập niên cuối cùng của thế kỷ XIX cho đến đầu thế chiến thứ I. Bằng cách sử dụng các đường thẳng không đối xứng, thường mô tả hoa lá hay các hình xoắn, hoặc là mái tóc đang bay trong gió của người phụ nữ. Đây được coi là một trong những thời kỳ gây ấn tượng nhất của nghệ thuật trang trí, chẳng hạn trong trang trí nội thất, các tác phẩm làm từ thủy tinh hoặc đồ trang sức. Tuy nhiên, cũng có thể tìm thấy phong cách này ở các poster và minh họa cũng như trong một vài bức tranh hay tượng ở thời kỳ này.
Trào lưu này được đặt tên theo một cửa hàng ở Paris hoạt động với mục đích thúc đẩy và ủng hộ cho các ý tưởng nghệ thuật hiện đại: "la Maison de l? Art Nouveau". Nó chịu ảnh hưởng của nghệ thuật biểu trưng về sự chia sẻ sự quan tâm đến các chi tiết đẹp, cũng như chịu nhiều ảnh hưởng của nghệ thuật Celtic và Nhật Bản. Art Nouveau nở rộ ở Anh cùng với trào lưu tiến bộ Art & Craft, nhưng đã thực sự thành công trên toàn thế giới.
Nghệ sĩ nổi bật nhất của trào lưu là họa sĩ minh họa Aubrey Beardsley và Walter Crane ở nước Anh; kiến trúc sư Henri van de Velde và Victor Horta ở nước Bỉ; nhà thiết kế hàng trang sức René Lalique ở Pháp; họa sĩ Gustav Klimt ở nước Áo; kiến trúc sư Louis Sullivan ở Mỹ. Chủ đề chung của trào lưu thường là biểu trưng và cái đẹp. Trào lưu Art Nouveau mặc dù không phát triển sau năm 1914 nhưng đóng vai trò rất quan trọng trong sự phát triển của nghệ thuật trừu tượng.
Những nghệ sĩ tiêu biểu của trường phái này là Gustav Klimt, Aubrey Beardsley, Hector Guimard, Alphonse Mucha, Antonio Gaudi và Henri de Toulouse-Lautrec.